# Millardia kathleenae
Millardia kathleenae — вид гризунів з родини мишевих, ендемік центральній частині М'янми.

## Морфологічна характеристика
Довжина голови і тулуба від 130 до 165 мм, довжина хвоста від 120 до 155 мм, довжина лапи від 25 до 30 мм, довжина вух від 20 до 23 мм. Верхні частини пісочного кольору з червонуватими відблисками, яскравіші з боків і навколо очей. Вуха великі, сіруваті. Нижня сторона сірувато-біла. Ноги білі. Хвіст різної довжини, тонко вкритий дрібними волосками, коричнево-сіруватий зверху і білий знизу і на кінчику.

## Середовище проживання
Мешкає в чагарниках на деградованих піщаних ґрунтах.

## Спосіб життя
Це нічний і нірний вид.